# Konstantin Diogen, sin Romana IV.
Konstantin Diogen (grčki Κωνσταντίνος Διογένης) († 1073.) bio je bizantski princ. Njegov je otac bio bizantski car Roman IV. Diogen († 1072.), po čijem je ocu Konstantin nazvan. Konstantinova je majka bila prva supruga cara Romana, koja je bila bugarska plemkinja.
Godine 1068., Konstantinov je otac oženio caricu udovicu Eudokiju Makrembolitissu te je sam Konstantin bio isključen iz linije nasljeđivanja bizantskog prijestolja. Konstantin se oženio Teodorom Komnenom, kćerju Auguste Ane Dalasene i njezinog supruga Ivana Komnena, tijekom vladavine svoga oca.